# Svartehallen
Svartehallen är en ort i Ucklums socken i Stenungsunds kommun belägen mellan Svenshögen och Ucklum. Fram till 2010 var Svartehallen en tätort, men på grund av minskad befolkning förlorade Svartehallen sin tätortsstatus. Från 2015 räknas orten av SCB åter som en tätort.

## Befolkningsutveckling
| Befolkningsutvecklingen i Svartehallen 1980–2020                                                                               | Befolkningsutvecklingen i Svartehallen 1980–2020 | Befolkningsutvecklingen i Svartehallen 1980–2020 | Befolkningsutvecklingen i Svartehallen 1980–2020 | Befolkningsutvecklingen i Svartehallen 1980–2020 |
| --- | ------------------------------------------------ | ------------------------------------------------ | ------------------------------------------------ | ------------------------------------------------ |
| |                                                  |                                                  |                                                  |                                                  |
| År |                                                  |                                                  | Folkmängd                                        | Areal (ha)                                       |
| 1980 | 1980                                             |                                                  | 203                                              |                                                  |
| 1990 | 1990                                             |                                                  | 239                                              | 22                                               |
| 1995 | 1995                                             |                                                  | 234                                              | 22                                               |
| 2000 | 2000                                             |                                                  | 231                                              | 22                                               |
| 2005 | 2005                                             |                                                  | 201                                              | 22                                               |
| 2010 | 2010                                             |                                                  | 188                                              | 22**                                             |
| 2010 | 2010                                             |                                                  | 188                                              | 21#                                              |
| 2015 | 2015                                             |                                                  | 267                                              | 59                                               |
| 2020 | 2020                                             |                                                  | 240                                              | 60                                               |
| Anm.: Ny tätort 1980. Upphörde som tätort 2010. Åter tätort 2015. ** Som upphörd tätort (mindre än 200 invånare) # Som småort. |                                                  |                                                  |                                                  |                                                  |

## Samhället
Villorna byggdes på 70-talet med syftet att vara sommarstugor, men har sedan dess blivit permanenta bostäder. De tre stora gatorna med villor är Svartehallen, Södra Sågen och Norra Sågen. På dessa tre gator står ca 100 villor.